# جون‌ایچی اوکادا
جون‌ایچی اوکادا (به ژاپنی: 岡田准一 Junichi Okada)؛ زادهٔ ۱۸ نوامبر ۱۹۸۰) رزمی کار، موسیقی‌دان، خواننده و بازیگر اهل ژاپن است. از فیلم‌هایی که وی در آن نقش داشته است، می‌توان به بر فراز تپه شقایق، حکایت دریای زمین، ای شمشیر، بسوزان (موئه‌یو کن) و خلبان ابدی اشاره کرد.